# گلوریا گراهام
گلوریا گراهام (انگلیسی: Gloria Grahame؛ زاده ۲۸ نوامبر ۱۹۲۳ – درگذشته ۵ اکتبر ۱۹۸۱) هنرپیشه اهل ایالات متحده آمریکا بود.
از فیلم‌هایی که وی در آن نقش داشته‌است، می‌توان به در مکانی پرت (خلوت)، چه زندگی شگفت‌انگیزی، در خط آتش، به فردا امیدی نیست و تعقیب بزرگ اشاره کرد. او در بیست و پنجمین دوره جوایز اسکار برنده جایزه بهترین بازیگر نقش مکمل زن برای فیلم بد و زیبا شد.

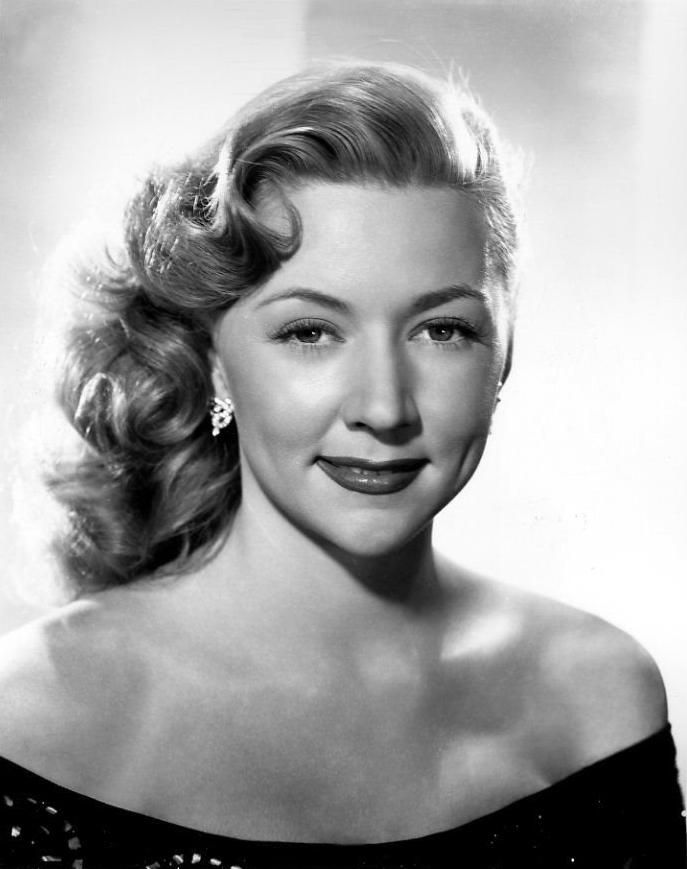
گراهام در دهه ۴۰ میلادی